# Снятин (станція)
Сня́тин — проміжна залізнична станція Івано-Франківської дирекції Львівської залізниці на неелектрифікованій лінії Коломия — Чернівці-Північна між станцією Видинів (6 км) та роз'їздом Завалля (7 км). Розташована в селі Хутір-Будилів Коломийського району Івано-Франківської області.

## Пасажирське сполучення
На станції Снятин зупиняються поїзди приміського сполученням Коломия — Чернівці та  далекого сполучення до Івано-Франківська, Запоріжжя, Києва, Кременчука, Львова, Одеси, Полтави тощо.